# Dywizja Zapasowa E
Dywizja Zapasowa E (niem. Feldersatz-Division E) – jedna z niemieckich dywizji zapasowych. 
Utworzona w sierpniu 1941 roku w XIII Okręgu Wojskowym do kierowania uzupełnianiami na froncie wschodnim. Po wykonaniu zadań rozwiązana w tym samym roku. Ponownie sformowana w styczniu 1942 roku i rozwiązana w marcu. 
Dowódcy
- generał porucznik Wilhelm Mittermaier (1941 i styczeń 1942)
- generał major Kurt Wuthenow (od 22 stycznia 1942)
- generał major Friedrich-Karl von Wachter (od 20 lutego 1942)

Skład
- Pułk Zapasowy E/1 (Feldersatz-Regiment E/1)
- Pułk Zapasowy E/2 (Feldersatz-Regiment E/2)
- Pułk Zapasowy E/3 (Feldersatz-Regiment E/3)
- Pułk Zapasowy E/4 (Feldersatz-Regiment E/4)